# Velika loža Švedske
Velika loža Švedske je prostozidarska velika loža na Švedskem, ki je bila ustanovljena leta 1735.
Združuje 133 lož, ki imajo skupaj 15.600 članov.